# Lista odcinków serialu Demony da Vinci
Poniżej znajduje się lista odcinków serialu Demony da Vinci (ang. Da Vinci’s Demons). Serial doczekał się 28 odcinków w 3 sezonach. Twórcą jest David S. Goyer.
Serial opowiada o fikcyjnych wydarzeniach z młodzieńczych lat Leonarda da Vinci. Serial tworzony od 2013 roku.
Serial emitowany w USA na kanale Starz. W Polsce, serial emitowany przez stację Fox.

## Przegląd serii
| Sezon | Sezon | Odcinki | Premiera sezonu      | Finał sezonu    | Premiera             | Finał           | Wydanie DVD     | Wydanie DVD     | Wydanie DVD       |
| Sezon | Sezon | Odcinki | Premiera sezonu      | Finał sezonu    | Premiera             | Finał           | Region 1        | Region 2        | Polska            |
| ----- | ----- | ------- | -------------------- | --------------- | -------------------- | --------------- | --------------- | --------------- | ----------------- |
|       | 1     | 8       | 12 kwietnia 2013     | 7 czerwca 2013  | 13 kwietnia 2013     | 8 czerwca 2013  | 3 sierpnia 2013 | 7 kwietnia 2014 | 21 listopada 2013 |
|       | 2     | 10      | 22 marca 2014        | 31 maja 2014    | 7 kwietnia 2014      | 2 czerwca 2014  | brak danych     | brak danych     | brak danych       |
|       | 3     | 10      | 24 października 2015 | 26 grudnia 2015 | 27 października 2015 | 29 grudnia 2015 | brak danych     | brak danych     | brak danych       |

## Seria 1 (2013)
| # | Nr | Tytuł          | Reżyseria          | Scenariusz                      | Premiera         | Premiera         |
| - | -- | -------------- | ------------------ | ------------------------------- | ---------------- | ---------------- |
| 1 | 1  | The Hanged Man | David S. Goyer     | David S. Goyer                  | 12 kwietnia 2013 | 13 kwietnia 2013 |
| 2 | 2  | The Serpent    | David S. Goyer     | David S. Goyer, Scott M. Gimple | 19 kwietnia 2013 | 20 kwietnia 2013 |
| 3 | 3  | The Prisoner   | Jamie Payne        | Scott M. Gimple, David S. Goyer | 26 kwietnia 2013 | 27 kwietnia 2013 |
| 4 | 4  | The Magicians  | Jamie Payne        | David S. Goyer, Jami O’Brien    | 3 maja 2013      | 4 maja 2013      |
| 5 | 5  | The Tower      | Paul Wilmshurst    | Joe Aheame                      | 10 maja 2013     | 11 maja 2013     |
| 6 | 6  | The Devil      | Paul Wilmshurst    | Brian Nelson, Marco Ramirez     | 17 maja 2013     | 18 maja 2013     |
| 7 | 7  | The Hierophant | Michael J. Bassett | Sarah Goldfinger, Corey Reed    | 31 maja 2013     | 1 czerwca 2013   |
| 8 | 8  | The Lovers     | Michael J. Bassett | Brian Nelson, Corey Reed        | 7 czerwca 2013   | 8 czerwca 2013   |

## Seria 2 (2014)
| #  | Nr | Tytuł                    | Polski tytuł       | Reżyseria         | Scenariusz                               | Premiera         | Premiera         |
| -- | -- | ------------------------ | ------------------ | ----------------- | ---------------------------------------- | ---------------- | ---------------- |
| 9  | 1  | The Blood of Man         | Krew człowieka     | Charles Sturridge | David S. Goyer Corey Reed                | 22 marca 2014    | 7 kwietnia 2014  |
| 10 | 2  | The Blood of Brothers    | Krew braci         | Peter Hoar        | Jami O’Brien                             | 29 marca 2014    | 7 kwietnia 2014  |
| 11 | 3  | The Voyage of the Damned | Podróż przeklętych | Peter Hoar        | Brian Nelson                             | 5 kwietnia 2014  | 14 kwietnia 2014 |
| 12 | 4  | The Ends of the Earth    | Na krańcach Ziemi  | Charles Sturridge | Marco Ramirez                            | 12 kwietnia 2014 | 21 kwietnia 2014 |
| 13 | 5  | The Sun and the Moon     | Słonce i księżyc   | Jon Jones         | Dan Hess Corey Reed                      | 19 kwietnia 2014 | 28 maja 2014     |
| 14 | 6  | The Rope of the Dead     | Sznur śmierci      | Jon Jones         | David S. Goyer Matt Fraction             | 26 kwietnia 2014 | 5 maja 2014      |
| 15 | 7  | The Vault of Heaven      | Strefa niebieska   | Peter Hoar        | Brian Nelson Marco Ramirez               | 3 maja 2014      | 12 maja 2014     |
| 16 | 8  | The Fall From Heaven     | Upadek z niebios   | Peter Hoar        | Jonathan Hickman Corey Reed              | 10 maja 2014     | 19 maja 2014     |
| 17 | 9  | The Enemies of Man       | Wrogowie człowieka | Justin Molotnikov | Brian Nelson Marco Ramirez Allison Moore | 17 maja 2014     | 26 maja 2014     |
| 18 | 10 | The Sins of Daedalus     | Grzechy Dedala     | Peter Hoar        | Brian Nelson Marco Ramirez               | 31 maja 2014     | 2 czerwca 2014   |

## Seria 3 (2015)
7 maja 2014 roku, stacja Starz zamówiła trzeci sezon serialu
| #  | Nr | Tytuł                         | Polski tytuł        | Reżyseria    | Scenariusz                     | Premiera             | Premiera             |
| -- | -- | ----------------------------- | ------------------- | ------------ | ------------------------------ | -------------------- | -------------------- |
| 19 | 1  | Semper Infidelis              | 'Zawsze niewierny'  | Peter Hoar   | John Shiban                    | 24 października 2015 | 27 października 2015 |
| 20 | 2  | Abbadon                       | 'Abbadon'           | Peter Hoar   | Amy Berg                       | 31 października 2015 | 3 listopada 2015     |
| 21 | 3  | Modus Operandi                | 'Sposób działania ' | Alex Pillai  | Jesse Alexander                | 7 listopada 2015     | 10 listopada 2015    |
| 22 | 4  | The Labrys                    | 'Labrys '           | Alex Pillai  | Will Pascoe                    | 14 listopada 2015    | 17 listopada 2015    |
| 23 | 5  | Anima Venator                 | 'Łowca dusz '       | Mark Everest | Kevin McManus, Matthew McManus | 21 listopada 2015    | 24 listopada 2015    |
| 24 | 6  | Liberum Arbitrium             | 'Wolna wola '       | Mark Everest | Jennifer Yale                  | 28 listopada 2015    | 1 grudnia 2015       |
| 25 | 7  | Alis Volat Proplis            | 'O własnych siłach' | Colin Teague | Liz Sagal                      | 5 grudnia 2015       | 8 grudnia 2015       |
| 26 | 8  | La Confessione Della Macchina | 'Wyznanie maszyny ' | Colin Teague | Jesse Alexander                | 12 grudnia 2015      | 15 grudnia 2015      |
| 27 | 9  | Angelus Iratissimus           | 'Wściekły anioł '   | Peter Hoar   | Amy Berg                       | 19 grudnia 2015      | 22 grudnia 2015      |
| 28 | 10 | Ira Deorum                    | 'Boży gniew '       | Peter Hoar   | John Shiban                    | 26 grudnia 2015      | 29 grudnia 2015      |